# Bartyzel
Bartyzel – polskie nazwisko, w Polsce nosi je ponad 2000 osób.
Osoby noszące to nazwisko:
- Jacek Bartyzel (ur. 1956) – polski publicysta, działacz społeczny i wykładowca akademicki.
- Małgorzata Bartyzel (1955–2016) – polska dziennikarka, teatrolog, animator kultury, polityk, posłanka na Sejm V kadencji